# Erlen (Much)
Erlen ist ein Ortsteil der Gemeinde Much.

## Lage
Erlen liegt südlich von Marienfeld. Nachbarorte sind Weeg im Nordwesten und Neßhoven im Südosten. Erlen ist über die Landesstraße 312 erreichbar.

## Einwohner
1901 war Erlen ein Weiler mit 26 Einwohnern. Haushaltsvorstände waren die Leineweberin Wwe. H. Klein, Ackerer Joh. Peter Kreuzer, Ackerin Wwe. Wilhelm Müller, Ackerin Wwe. Joh. Vollmar, Ackerin Elisabeth Weiand und Ackerer Heinrich Josef Weiand.

## Sonstiges
In Erlen steht eine 250 bis 300 Jahre alte Linde, die unter Denkmalschutz gestellt wurde.